# Willie Park sr.

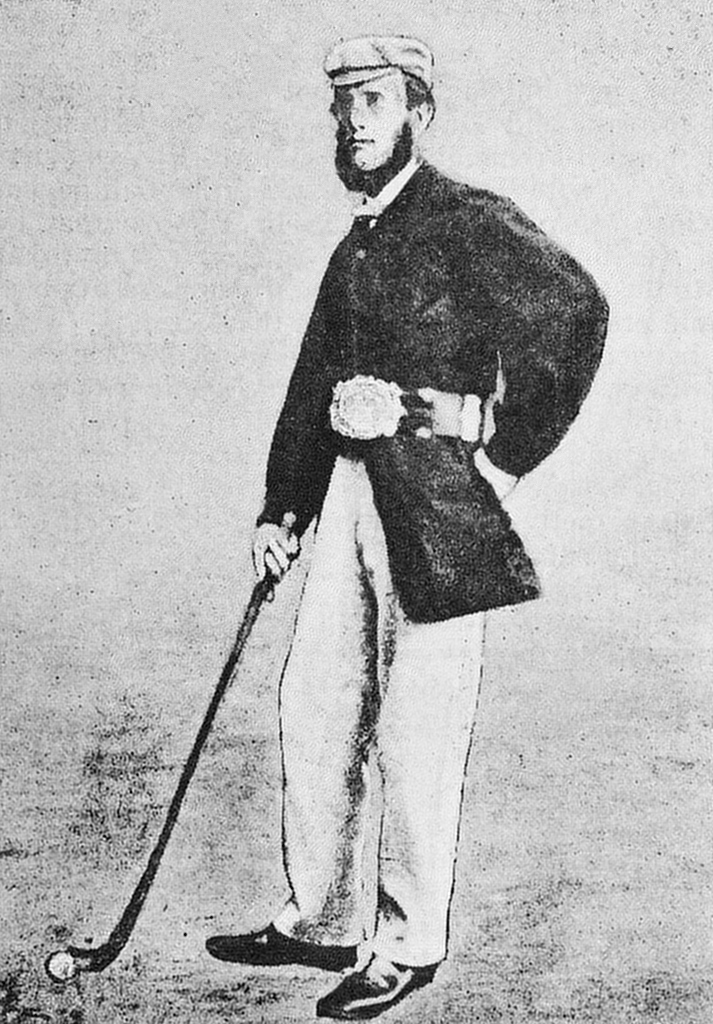
Willie Park sr. draagt de trofee

Willie Park (Musselburgh, 1834 – 1903) is een van de eerste Schotse golfprofessionals.

## Senior
Park is caddie, en verdient geldt door golf te spelen tegen mensen als Tom Morris sr., die ook zijn grootste rivaal is. 
In 1860 wint Park het eerste Britse Open, waaraan maar acht spelers meespelen. Tom Morris wint in 1861 en 1862, Willie Park weer in 1863, Morris weer in 1864. Later wint Park het weer in 1866 and 1875. 
Tot 1910 is Park de enige speler die het Open vier keer wint. Zijn record wordt gebroken door James Braid.

#### Willie Park Trophy
In de Verenigde Staten wordt op de International Course van het ChampionsGate Golf Resort in Orlando jaarlijks bij de Del Webb Father/Son Challenge om de Willy Park Trophy gespeeld, vernoemd naar de eerste winnaar van het Brits Open. De prijs is, net als tijdens de eerste Open's, een rood leren riem met zilveren gesp. Deelnemers zijn voormalige winnaars van een van de Majors. Zij spelen met een zoon. Bekende teams zijn Lee and Daniel Trevino, Johnny en John Miller jr., Craig en Chris Stadler, en Greg and Gregory Norman. 
Winnaars:
- 1995: Raymond Floyd met Raymond jr.
- 1996: Raymond Floyd met Raymond jr.
- 1997: Raymond Floyd met Raymond jr.
- 1998: Bob Charles met David
- 1999: Jack Nicklaus met Gary, na een 3-holes sudden death play-off tegen Raymond Floyd met Robert
- 2000: Raymond Floyd met Robert
- 2001: Raymond Floyd met Robert
- 2002: Craig Stadler met Kevin na een 1-hole sudden death play-off tegen Hale Irwin met Steve
- 2003: Hale Irwin met Steve
- 2004: Larry Nelson met Drew
- 2005: Bernhard Langer met Stefan
- 2006: Bernhard Langer met Stefan
- 2007: Larry Nelson met Josh

In december 2008 doet Nick en Matthew Faldo voor het eerst mee. 

## Junior
In 1868, 1869 en 1870 wint Tom Morris jr.. Na deze hattrick mag hij de riem houden en zal voortaan de 'Claret Jug' worden uitgeloofd. In 1887 en 1889 wint Willie Park sr.'s zoon, die ook Willie Park heet, het Open. Om verwarring te voorkomen wordt er gesproken over Willie Park sr. en jr. en Tom Morris sr. en jr.